# Scyllarinae
Scyllarinae is een onderfamilie van kreeftachtigen uit de klasse van de Malacostraca (hogere kreeftachtigen).

## Geslachten
- Acantharctus Holthuis, 2002
- Antarctus Holthuis, 2002
- Arctus
- Bathyarctus Holthuis, 2002
- Biarctus Holthuis, 2002
- Chelarctus Holthuis, 2002
- Crenarctus Holthuis, 2002
- Eduarctus Holthuis, 2002
- Galearctus Holthuis, 2002
- Gibbularctus Holthuis, 2002
- Petrarctus Holthuis, 2002
- Remiarctus Holthuis, 2002
- Scammarctus Holthuis, 2002
- Scyllarus Fabricius, 1775